# غار چشمه‌ریسان
غار چشمه‌ریسان در روستای حاجی‌آباد از توابع شهرستان فریدون‌شهر واقع شده‌است.